# Sandó Kaisen
Sandó Kaisen, známý jako mistr Kaisen (* 18. května 1952, Noyon, Francie), je opat francouzského zenového kláštera „Pic Lumineux“  a jeden z mistrů kteří v současnosti odkazují Buddhovo učení v Evropě. Je následovníkem linie Sótó, ale zároveň pokračuje ve snaze svého mistra, Taisena Dešimaru, přetransformovat japonský zen na evropský. Naznačuje to i změnou názvu učení na „Buddhovo sezení“.
Hlavní náplní zenové školy Sótó je tichý bezpředmětný sed (jap. zazen), bez jakéhokoli cíle. Důraz se klade na polohu těla a dýchání. V tomto univerzálním sedu dosáhl před 2500 lety probuzení Buddha Šákjamuni, od té doby byla pozice předávána přímo z mistra na žáka: z Indie do Číny, z Číny do Japonska, z Japonska do Evropy. Pravidelné praktikování pozornosti při zazenu vede k dosažení přirozeného stavu těla i ducha, nad všemi dogmaty a filozofickými koncepcemi.
„Učím zazen, ukazuji metodu,
která vás může dovést na místo,
kde není ani života ani smrti a
odkud současně život i smrt pochází,“
říká Sandó Kaisen.

## Biografie
Sandó Kaisen (Alain Krystaszek) se narodil 18. května 1952 v Noyonu ve Francii. Větší část svého dětství prožil v Polsku, odkud pocházel jeho otec a kde se také poprvé setkal s křesťanstvím. Jeho život, jak sám říká, však neovlivnilo ani tak náboženství, jako spíše setkání s určitými lidmi.
Studoval evangelia, chodil na mše, poslouchal kázání a dokonce zamýšlel stát se knězem. S tím, jak vyrůstal, však stále více přemýšlel o otázkách nespravedlnosti, zloby a lidské hlouposti. Neustále si kladl různé otázky, na které mu kněží v té době nebyli schopni odpovědět. Nedokázal se smířit s myšlenkou, že by vnitřní mír a štěstí ducha mohly existovat jen mezi čtyřmi zdmi kostela a začal proto usilovně hledat jinou duchovní cestu. Fascinován tradicí Východu, obrátil posléze pozornost k bojovým uměním a rozhodl se odjet roku 1968 do Číny, kde chtěl bojová umění praktikovat u samého zdroje. Náročnou cestu podnikl v roce 1972, převážně autostopem a pěšky, napříč Himálajem, napříč celou komunistickou Čínou. Dostal se až do blízkosti chrámu Šao-lin, kolébky bojových umění, do malého taoistického chrámu ukrytého v horách (v Nanjangu provincie Hunan). V tomto chrámu praktikoval kung-fu (wu-šu) a meditoval u ctihodného Mistra Sü-ta (kterému bylo tehdy 106 let), ten ho naučil mistrovství ovládání těla a ducha, stejně tak jako tradiční čínské medicíně.
Po roce se vrátil do Francie, vyučoval wu-šu, léčil pomocí čínské medicíny, aplikoval akupunkturu, fytoterapii a masáž šiacu. Důležitým momentem pro jeho další životní směřování bylo setkání s japonským mistrem Taisenem Dešimaruem (přezdívaným První patriarcha Západu), který přijel do Evropy, aby zde šířil zenové učení. Setkání jej hluboce zasáhlo, stal se proto jeho žákem a od Mistra se neodloučil až do Dešimaruovy smrti v roce 1982. Prostřednictvím zazenu se mu dostalo potvrzení toho, v co vždy věřil: že niterné hledání je přístupné všem, že odpověď na něj nemůže být filozofická, mystická, esoterická, mravní či božská. Že pokud ono světlo existuje, září bez rozdílu ve všech bytostech a nemůže být výlučností pouze velkých kněží, guruů, tradičních klášterů či svatých písem. V roce 1979 byl Mistrem Dešimaruem vysvěcen na mnicha pod jménem Sandó Kaisen „Osamělý poustevník“.
V České republice, resp. Československu byl mnohokrát, setkal se např. i s Václavem Havlem. Roku 1993 vzniká v Mostě první meditační místnost tohoto směru.
Mistr žije ve Francii, v klášteře Pic Lumineux (Zářící štít) u městečka Larzac v kraji Dordogne. V tomto klášteře se pravidelně konají meditační ústraní, na něž přijíždějí žáci z Evropy a Asie.

## Knižní publikace
Je autorem řady publikací, z nichž některé vyšly v České republice:
- Mnich bojovník, CAD press (1994). ISBN 80-85349-36-1
- Buddhismus a křesťanství, CAD press (1996). ISBN 80-85349-54-X
- Verše bláznivého mnícha / Poklady ducha, nakladatelství Perex K+K (1997), ISBN 80-85599-23-6
- Odysea člověka světla, nakladatelství Pragma (2000). ISBN 80-7205-752-9
- Trilogie mistrů zenu, nakladatelství Fontána (2004). ISBN 80-7336-165-5
- Umění pokojného umírání, nakladatelství Fontána (2005). ISBN 80-7336-217-1
- Zazen satori, nakladatelství Fontána (2005). ISBN 80-7336-221-X
- Budodharma cesta samuraje, nakladatelství Alpress (2006). ISBN 80-7362-176-2
- Zenová masáž a medicína, nakladatelství Fontána (2006). ISBN 978-80-7336-280-5
- Cesta v prázdnotě, nakladatelství Sótó zen (2009). ISBN 978-80-254-4121-3
- Podstata vaření očima zenového mistra, nakladatelství Buddhovo sezení, z. s. (2019). ISBN 978-80-270-5884-6

## Ostatní tvorba
Mistr Sandó Kaisen skládá a zpívá šansony (byl profesionálním hudebníkem) – v klášteře zřídil nahrávací studio UNIVOX, kde doposud nahrál a vydal na dvě desítky CD, v nichž originálním způsobem přibližuje posluchačům podstatu zenu, problematiku umírání, učení pravoslavných kněží, súfismu apod. Některé z nich vyšly také v České republice:
- CD „Co je to zen?“, nakladatelství Fontána (2004).
- CD „Jak správně meditovat“, nakladatelství Fontána (2004).
- CD „Když se láska probudí“, nakladatelství Sótó zen (2015).
- CD „Stát se žákem“, nakladatelství Sótó zen (2015).
- CD „Poutník se vrací do chrámu“, nakladatelství Buddhovo sezení, z. s. (2018).
- CD „Umění pokojného umírání“, nakladatelství Buddhovo sezení, z. s. (2018).

Spolu se svými žáky natočil celovečerní film Prach světa (podle skutečného životního příběhu), který byl v České republice poprvé promítán v roce 2006.
- Film „Prach světa“ (2004). Polsko / Francie, žánr: thriller, délka: 82 minut, české titulky.

Mistr Sandó Kaisen je uznáván jako zakladatel evropského zenu. Díky jeho pravidelným misím se zen rozšířil na území České republiky, Slovenska, Polska, Ruska, Ukrajiny a vytvořilo se široké společenství praktikujících. V České republice je Mistr znám široké veřejnosti od roku 1990 nejen díky vydaným knihám, ale také díky přednáškám, tiskovým konferencím a vystoupením v rozhlase a televizi.
Při svých návštěvách se setkal s mnoha významnými osobnostmi kulturního a politického života, byl také hostem bývalého prezidenta Václava Havla.
Mistr má v České republice řadu svých žáků. V mnoha městech vznikla centra, kde se pod vedením mnichů pravidelně praktikuje Buddhovo sezení a kaligrafie a předává Mistrův odkaz.